# Тибор Паланкаи
Проф. д-р Тибор Паланкаи (на унгарски: Palánkai Tibor) е унгарски икономист, професор в Будапещенския университет по икономика „Корвин“, член на Унгарската академия на науките.

## Биография
Тибор Паланкаи е роден на 1 март 1938 г.
Известен изследовател на теми като икономиката на европейската и регионална интеграция и международното разделение на труда. От 1977 до 1983 г. проф. Паланкаи е заместник–ректор по научната дейност на Университета по икономика „Карл Маркс“ в Будапеща, а между 1997 г. и 2000 г. е ректор на същия университет, междувременно преименуван в Будапещенски университет по икономически науки и публична администрация. Почетен професор там от 2008 г.
От 2001 г. е член на Европейския университетски съвет (към Европейската комисия). Експерт към Европейската комисия, като участва в програмата „Жан Моне“ на ЕС и оценява други програми на ЕС.

## Обществена дейност
Изследва процеса на европейската икономическа интеграция, теорията на интеграцията, икономиката и международното разделение на труда в развитите страни, като по-тесен обект на неговото изследване са монетарната интеграция, процесите на разширението на ЕС като цяло и особено присъединението на Унгария към ЕС. Проф. Паланкаи има научни изследвания и в области като световната енергийна икономика, икономическите войни и конверсия на отбранителната промишленост.
Автор и съавтор на повече от петстотин научни публикации.

## Награди и отличия[3]
- Награда на Академията (1994)
- Орден за заслуги на Република Унгария (1998)
- Награда „Ференц Деак“ за изследователска дейност (1999, Pro Renovanda Cultura Hungariae)
- Награда „Дюла Кауц“ (2008)
- Награда „Сечени“ (2009)
- Награда „Жан Моне“ (2010)[4]
- Почетен доктор на Университета Панония във Веспрем (2010).

## Публикации[5]
- Nagy-Britannia és a Nemzetközösség (Великобритания и Общността). KJK. Budapest, 1971.
- Nyugat-európai integráció (Западноевропейска интеграция). KJK. Budapest, 1976.
- Gazdasági hadviselés a kölcsönös függés korszakában (Икономическа война в епохата на взаимозависимост). Кошут. Budapest, 1985.
- A fejlett tőkés országok világgazdasági alkalmazkodása (Глобална икономическа адаптация на развитите страни). KJK, Budapest, 1986.
- Integrációs rendszerek a világgazdaságban (Системи за интеграция в световната икономика). KJK, Budapest, 1989.
- Energia és világgazdaság (Енергия и световна икономика). Aula, Budapest, 1991.
- Európai integráció (Европейската интеграция). OKTÁV. Ipari Továbbképző Rt. Budapest, 1994, 195 p.
- Az európai integráció gazdaságtana (Икономиката на европейската интеграция). Bp. Aula, 1995, 448 p.; 1999, 379 p.; 2004, 502 p.
- Integration and Transformation of Central and Eastern Europe. Corvina, Budapest, 1997.
- A gazdasági integráció fejlődési szakaszai. 2003.
- Economics of Enlarging European Union. Aula, Budapest, 2004.
- Non-profit organisations and new social paradigms, Routlegde, London and New York, 2013.
- Economics of Global and Regional Integration. Akadémiai Kiadó. Budapest. 2014.